# 高尾Jing
高尾Jing（日语：高尾 じんぐ，1983年7月31日—），日本漫畫家。男性。B型血。代表作有《瑪塔小姐的飽食日記》、《BAMBOO BLADE C》。

## 作品列表

### 連載
- （史克威爾艾尼克斯《YOUNG GANGAN》2008年20號－2010年9號，全4冊）
- Syllabus of OSHIE（日语：オシエシラバス）（史克威爾艾尼克斯《YOUNG GANGAN》2010年24號－2013年6號，全6冊）
- （芳文社《Manga Time ORIGINAL（日语：まんがタイムオリジナル）》2011年1月號－9月號）
- 瑪塔小姐的飽食日記（日语：くーねるまるた）（小學館《Big Comic Spirits》2012年36·37合併號－2018年7號，全14冊）
  - 瑪塔小姐的飽食日記 nouveau（小學館《Big Comic Spirits》2018年13號－連載中，已出版2冊／2018年12月）
- BAMBOO BLADE C（原作：土塚理弘，史克威爾艾尼克斯《月刊BIG GANGAN》2013年6月號－2016年9月號，全7冊）
- 間取？（《月刊COMIC ZENON（日语：月刊コミックゼノン）》2018年6月號－連載中）

### 短篇
- ！（史克威爾艾尼克斯《YOUNG GANGAN》2007年2號）※名義。
- 長！（史克威爾艾尼克斯《YOUNG GANGAN》2007年4號）
- Run.（史克威爾艾尼克斯《增刊YOUNG GANGAN》1號）
- ！（史克威爾艾尼克斯《增刊YOUNG GANGAN》1號）
- 報 外（史克威爾艾尼克斯《增刊YOUNG GANGAN》5號、7～9號）
- 一夏（史克威爾艾尼克斯《增刊YOUNG GANGAN》10號）
- 勇者鬥惡龍IX 星空的守護者 4格漫畫劇場（日语：4コママンガ劇場）

## 來源
1. ↑  富士電視台《鬧鐘電視》2013年6月14日播出內容。